# Битка при Еспиноса
Битката при Еспиноса е сражение от Наполеоновите войни, състояло се на 10 и 11 ноември 1808 г. край селището Еспиноса де лос Монтерос в планините на Кантабрия. То завършва с победа на френския генерал Виктор над испанската Армия на Галисия на Хоакин Блейк.

## Битката
През първия ден от сражението, Виктор, който търси бърза победа, за да заличи унижението си от битката при Валмаседа, провежда серия зле организирани атаки, отхвърлени с големи загуби от дисциплинираната Северна дивизия на маркиз Ла Романа. С настъпването на вечерта, позициите на Блейк все още се държат.
На сутринта на 11 ноември, Виктор променя плана си и започва масирана координирана атака, която разбива левия фланг на Блейк и изтласква испанците от бойното поле. Французите пленяват около 30 оръдия и 30 бойни знамена.